# Poviglio

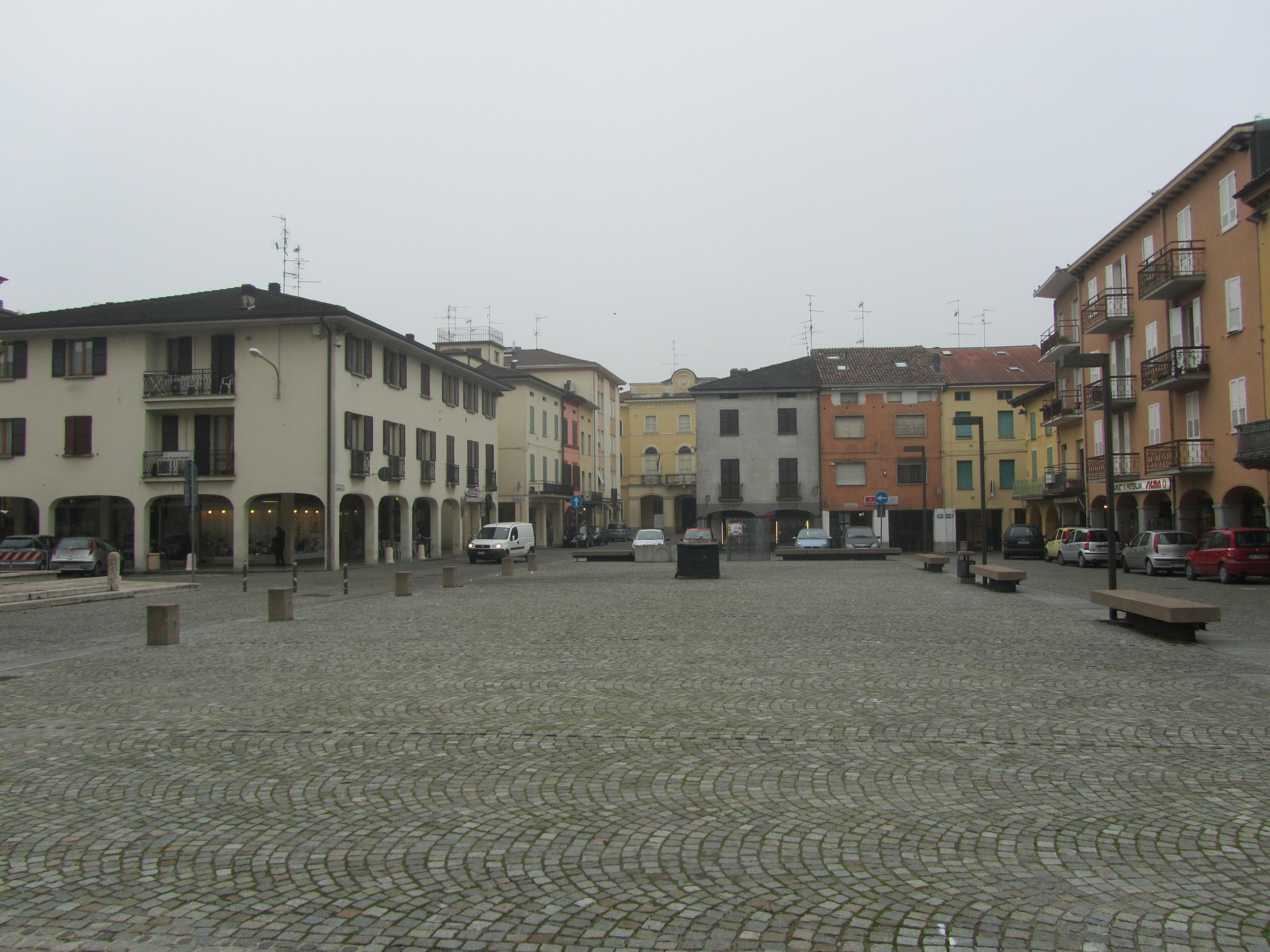
Marktplatz von Poviglio

Poviglio ist eine italienische Gemeinde (comune) mit 7111 Einwohnern (Stand 31. Dezember 2023) in der Provinz Reggio Emilia in der Emilia-Romagna. Die Gemeinde liegt etwa 17,5 Kilometer nordnordwestlich von Reggio nell’Emilia und etwa 16 Kilometer ostnordöstlich von Parma. Etwa 7 Kilometer nördlich von Poviglio fließt der Po.

## Geschichte
Der Name des Ortes Povigliop ist seit 1022 urkundlich nachgewiesen. Er soll zurückgehen auf eine Namensbezeichnung.

## Verkehr
An der früheren Bahnstrecke von Reggio nell’Emilia nach Boretto bestand ein Bahnhof in Poviglio. Mit der Schließung der Strecke 1955 wurde auch der Bahnhof stillgelegt. Bei Poviglio gibt es zwei kleine Flugplätze (Aviosuperficie/Campo di Volo) für die Allgemeine Luftfahrt.

## Gemeindepartnerschaften
Poviglio unterhält eine Partnerschaft mit der französischen Gemeinde Plédran im Département Côtes-d’Armor.